# Santuario della Madonna di Caravaggio (Valdobbiadene)
Il santuario della Beata Vergine Maria del Caravaggio, detto anche della Madonna di Caravaggio, è un luogo di culto cattolico di Funer, località vicino a San Vito, frazione di Valdobbiadene, in provincia di Treviso e diocesi di Padova; fa parte del vicariato di Quero-Valdobbiadene.

## Storia
La chiesa fu costruita in occasione del giubileo del 1825 di Papa Leone XIII, come l'ultima delle quattro chiese da visitare per lucrare l'indulgenza. Nel luogo, un dosso ai confini tra le parrocchie di San Vito e di Santa Maria Assunta di Valdobbiadene, già esisteva un antico capitello dedicato a Maria La nuova chiesa fu benedetta il 26 maggio 1826.
La campana fu ordinata al fonditore Colbacchini di Bassano nel dicembre del 1826. Il progetto fu redatto dall'architetto di Treviso Andrea Bon e nel dicembre dello stesso furono poste le fondamenta. Dal 22 maggio al 31 dicembre del 1826 fu raccolta la somma di lire 2561, per edificare la chiesa. Il pittore Roberti terminò la pala d'altare il 6 marzo del 1827 e il disegno fu benedetto. Il pittore cominciò un'altra opera il 12 novembre del 1827.
Nel 1828-1829 venne eretta l'annessa sagrestia.
La prima visita vescovile avvenne il 23 agosto 1831. Il 29 gennaio 1859 fu redatto l'atto di fondazione della cappellania, che fu canonicamente eretta il 10 maggio 1859.
Durante la prima guerra mondiale, nel 1917-1918, quando Valdobbiadene era occupato dall'esercito austroungarico, il santuario venne pesantemente danneggiato dai pezzi d'artiglieria italiani che cannoneggiavano il paese dal monte Tomba. Oltre alla copertura, andarono distrutti la torre campanaria, il pronao ionico, parte di coro e abside.
La chiesa venne ricostruita nel dopoguerra dal 1922 al 1926. Dal 1957 al 1962 subì estesi lavori di ristrutturazione.

## Descrizione

### Esterno
La facciata a capanna, molto essenziale, è caratterizzata dal pronao neoclassico, con un timpano sorretto da sei grandi colonne ioniche, quattro sul fronte e due ai lati.

### Interno
L'interno, anch'esso essenziale nelle linee architettoniche, si compone di un'unica navata. La pianta deriva dall'unione di un quadrato con un ottagono.